# XPaint
XPaint (ook geschreven als Xpaint) is een vrij- en opensource-beeldbewerkingsprogramma voor bitmapbestanden gebruikmakend van het X Window System op Unix-achtige besturingssystemen.
XPaint werd oorspronkelijk ontwikkeld door David Koblas rond 1993 waarna het uitgebreid werd door Torsten Martinsen van 1996 tot 1999. Sinds ongeveer het jaar 2000 wordt XPaint onderhouden en ontwikkeld door Jean-Pierre Demailly. Het hoofddoel is om een lichtgewicht en simpel te gebruiken rastereditor te zijn. De huidige versie is 3.0.3, uitgebracht op 4 augustus 2020.